# Rezonatorul lui Planck
Rezonatorul lui Planck este un model simplu pentru constituenții materiei aflați în interacție cu radiația electromagnetică. Este o particulă materială, cu masa m și sarcina e (nu neapărat cea a electronului) și care este mobilă sub acțiunea unei forțe elastice (proporțională cu distanța x la un centru fix: F = -kx) și a unui câmp electromagnetic. Mișcarea este presupusă unidimensională și este - în absența altor interacții - oscilatorie (armonică) împrejurul centrului fix. Ca urmare a acestei mișcări, rezonatorul emite radiație și deci pierde energie, dar câștigă în același timp energie de la câmpul electromagnetic înconjurător. Intereseaza atât stările de echilibru ale oscilatorului, în care mișcarea sa este periodică și energia radiată este egală cu cea absorbită, cât și modul în care echilibrul este restabilit atunci când este perturbat.
Deși modelul este foarte simplu, el este suficient pentru studiul „radiației corpului negru”- radiația electromagnetică având acea distribuție de intensitate după frecvențe care se stabilește atunci când este în echilibru cu materia la o temperatură dată. După legile lui Kirchhoff (consecințe ale principiului al doilea al termodinamicii) aceasta distributie este universală, adică independentă de material, ceea ce Max Planck a socotit că îl îndreptățește să o studieze și folosind un material ipotetic format din oscilatori (rezonatori) armonici.
Studiul echilibrului și al stărilor apropiate de el se poate conduce numai cu anumite ipoteze suplimentare asupra oscilatorului și a radiației înconjurătoare; aceste ipoteze sunt și ele cuprinse în noțiunea de „rezonator al lui Planck” și vor deveni explicite in cursul articolului.
În afară de masa m și sarcina e, rezonatorul este caracterizat de frecvența sa proprie „circulară”, ω0, legată de constanta k a forței elastice prin k = mω02. Frecvența proprie „normală” (numărul de oscilații pe secundă) este ν0 = ω0/2π.

Studiul detaliat al rezonatorului duce la două formule ((1) și (2) de mai jos) care, confruntate cu evidența experimentală, l-au condus pe Max Planck la ideea că emisia radiației are un caracter discret. Prima dintre ele descrie evoluția în timp a energiei (judicios mediate) U a oscilatorilor cu frecvența proprie ω0= 2πν0 în funcție de intensitatea I(ν0,t) a radiației incidente (c este aici viteza luminii):

La echilibru, energia medie este constantă, intensitatea este independentă de timp și obținem relația între energia medie a oscilatorilor și intensitatea „radiației corpului negru”:

După Planck, o colecție de N astfel de rezonatori (cu aceeași frecvență proprie) poate fi privită ca un sistem termodinamic chiar în absența câmpului electromagnetic și i se poate atribui o temperatură și o entropie So(U,N, ν0) ; de asemenea radiația electromagnetică de aceeasi frecvență (în echilibru cu materia) are o entropie (vezi Entropia radiației electromagnetice). În echilibru unul cu celălalt, cele două sisteme au aceeași temperatură. Mai mult, dacă energia medie a oscilatorilor are o abatere ΔU față de valoarea ei de echilibru, atunci are loc un proces ireversibil de apropiere de echilibru, în timpul căruia entropia totala St a sistemului oscilatori + radiație crește cu rata:

unde So este entropia (numai a) sistemului de rezonatori. Functia So(U,N,ν0) este aici necunoscută; pentru ca apropierea de echilibru să fie legată de o creștere a entropiei este însă suficient ca d2So/dU2<0. După Planck, cele două formule (1) și (2) reprezintă tot ceea ce poate spune fizica clasică despre echilibrul materie - radiație.
În acest articol sunt schițate argumentele lui Max Planck pentru formulele (1) și (2), urmărind cartea lui  și articolele premergătoare și imediat ulterioare stabilirii formulei sale cunoscute. Aceasta este o completare ceva mai tehnică la articolul despre Formula lui Planck, dar accesibil oricărei persoane cu educație tehnico-matematică. Deși aceste dezvoltări au jucat un rol mare în apariția mecanicii cuantice, ele nu se găsesc în manuale și, datorită interesului lor istoric, este probabil că Wikipedia este un loc bun pentru a le face accesibile. Articolul prezent nu redă toate detaliile dezvoltărilor lui Planck, pentru care trebuie folosită literatura citată, și folosește un limbaj „post-Planck”: o serie de metode sunt cuprinse implicit în articolele sale, dar sau sunt cunoscute acum sub numele altor persoane, chiar din generații mai târzii (ecuația Abraham-Lorentz, funcția lui Dirac) sau au intrat „în modă” mai târziu (funcțiile complexe în tratamentul oscilațiilor).

## Ecuația de mișcare a rezonatorului

### EcuațiaAbraham-Lorentz
Rezonatorul este presupus că are o mișcare exclusiv liniară; ea este descrisă de o singură funcție x(t), deplasarea sa de-a lungul „axei” sale. Emițând radiație, oscilatorul pierde energie, analog cu frecarea. Totuși, este o diferență: forța de frecare „obișnuită” este sau statică sau depinde cel mult de viteză (de exemplu formula lui Stokes pentru mișcarea unei sfere mici într-un lichid vîscos), dar o particula încărcată emite radiație numai când este accelerată. O formulă scrisă în 1897 de către J.Larmor (Calculele lui Max Planck conduc la aceleași concluzii, dar sunt mai lungi) arată aceasta explicit: puterea radiată de o sarcină cu accelerația a este 

 Drept consecință, dacă mișcarea este oscilatorie cu frecvența ν și amplitudinea A:

 puterea medie radiată este dată de formula lui Hertz (1886):

 unde U este energia oscilatorului :

 Efectul radiației asupra mișcării oscilatorului poate fi reprodus de o forță suplimentară Frad :

 unde F reprezintă celelalte forțe (electrice, armonice, etc.) Variația energiei cinetice W = m(dx/dt)2/2 într-un timp t este :

 Estimăm acum aceeași mărime cu ajutorul formulei lui Larmor:

 Dacă mișcarea este periodică cu perioada T,  primul termen se anulează la t=nT și deducem, comparând cele două ecuații de mai sus: 

 Într-o primă aproximație se poate satisface această egalitate anulând paranteza pentru orice t. Se obține astfel ecuația Abraham-Lorentz  de mișcare: 

 unde E(t) este un câmp exterior, presupus cunoscut.

### Coeficientul efectiv de frecare
Ecuația (A-L) este de ordinul trei și se vede repede că nu poate reda realitatea corect: ecuația omogenă (E=0) are trei exponenți caracteristici : doi complecși (conjugați), care corespund unor mișcări exponențial atenuate și unul real negativ, care corespunde unei mișcări nemărginite în timp, fără interpretare fizică.Aceștia sunt(:

 până la ordinul ε2.
Numai acele soluții ale ecuației (A-L) pot fi folosite care nu conțin nici o contribuție de la soluția exponențial crescătoare. Mulțimea acestor soluții poate fi prezentată ca mulțimea solutiilor unei ecuații diferențiale de ordinul doi, cu termenul liber modificat corespunzător. Aceasta este (in esență) procedura lui Max Planck . Pentru aceasta scriem soluția generală mărginită a ecuației (A-L) :

 cu f(t) o soluție particulară a ecuației (A-L), și x±(t) soluțiile ecuației omogene corespunzătoare celor două rădăcini complex conjugate λ±. Derivând ambii membri ai acestei ecuații de două ori, exprimând pe C± în funcție de x(t),dx/dt și folosind expresiile lor în formula pentru d2x/dt2 obținem ecuația căutată:

 Coeficienții ecuației sunt corecți până la ordinul ε2. Pentru a stabili ordinele de mărime, presupunem că E(t) are o dependență oscilatorie (armonică) de timp, cu frecvența ω: E(t) = E0exp(iωt). Poate fi găsită atunci o soluție particulară f(t) cu aceeași frecvență (calcule analoage se găsesc mai jos) și putem estima:

 Dacă e si m sunt valorile pentru electroni (e=4.8×10−10 fr, m= 9×10−28 g) termenul ε/m este ca.6×10−24s; ultimii doi termeni din ecuația de mai sus sunt neglijabili câtă vreme ωε/m<<1. Această frecvență corespunde unei perioade  de ca 4×10−23 s, adică unei lungimi de undă λ ≈ 10−13 cm. Aceasta este în domeniul razelor gamma și deci departe de regiunea vizibilă pe care o studiem. De aceea, ignorăm ultimii doi termeni ai ecuației si descriem „efectiv” mișcarea rezonatorului lui Planck prin:

 
In ecuație a apărut o forță de frecare proporțională cu viteza:

 această forță reprezintă efectul radiației. Rata medie (dU/dt)γ de variație a energiei U a oscilatorului pe unitatea de timp grație acestui factor este: 

adică exact formula lui Hertz (H).

### Estimări numerice
Rezonatorul lui Planck este slab amortizat: pentru ω0 = 3×1015(1/s) (corespunzător lungimii de undă a luminii roșii), γ este 5.4×107(1/s), ceea ce înseamnă că îi trebuie un timp de ca 2×10−6 secunde pentru a-și reduce amplitudinea cu un factor 1/e0=0.367. Deoarece perioada de oscilație proprie este 2×10−15 inseamna că numărul de oscilații necesare pentru a pierde această energie este de ca. 109! Pentru ca energia pierdută într-un număr mic de oscilații să fie comparabilă cu energia lui, trebuie ca 1/γ = const×T, ceea ce implică ω0 = 1024 1/s sau, ca mai sus λ = 10−13 cm (domeniul razelor gamma). O consecință a amortizării scăzute este că efectul condițiilor inițiale durează mult (pe scara de timp a perioadelor de oscilație).

## Descrierea radiației
Problema pe care o avem acum este următoarea: ne imaginăm o colecție de N (mare) oscilatori, care emit și absorb radiație și sunt plasați într-o incintă complet reflectătoare, astfel încât să nu se piardă energie; există posibilitatea unor stări staționare, în care energia emisă pe unitatea de timp să fie egală cu cea absorbită? Astfel pusă, problema este prea complicată. Planck  răspunde afirmativ, sub presupunerea că, în apropierea stării de echilibru, radiația este suficient de „incoerentă”. Descriem acum în detaliu această ipoteză suplimentară (a „luminii naturale”)

### Câmpul electric
Oscilatorul (rezonatorul) este presupus de dimensiuni mici față de lungimile de undă relevante ale radiației. Are sens să vorbim atunci despre variația în timp a câmpului electric la „poziția” oscilatorului. Pentru început câmpul electric este presupus polarizat paralel cu axa oscilatorului; variația sa în timp poate fi reprezentată printr-o integrală Fourier, pe care o scriem, după cum e convenabil:

Este comod de a folosi forma complexă a integralei Fourier:

unde, 

În apropiere de echilibru, ne așteptăm ca E(t) să aibă oscilații neregulate, dar astfel incât, pe de o parte valoarea medie EM într-un interval de timp suficient de lung să fie zero, dar pe de altă parte ca media lui E2(t) - care este o măsură a densității de energie la poziția oscilatorului - să fie constantă în timp (daca este luată pe un intervale de timp (t, t+Δt) suficient de lungi). În particular, pentru un interval (-T,T) mare, media lui E2(t) este finită: dacă ET(ω) sunt componentele Fourier ale lui E(t) restrîns la (-T,T), rezultă din Teorema lui Parseval referitoare la transformatele Fourier că :

 Când T→∞, media lui E2(t) rămâne finită numai dacă integrala asupra lui e divergentă. De aceea, vom face presupunerea că mărimile:

 sunt bine definite. Rescriem atunci pe E(t) ca:

și avem în vedere situația T foarte mare (T→∞).Remarcăm de asemenea că EM=0 (anularea mediei lui E(t)) implică E(ω=0)=0 

### Incoerența radiației
Folosind reprezentarea Fourier a lui E(t) un calcul simplu arată că variația în timp a lui E2(t) e dată de:

unde C(u) este „autocorelația semnalului E(ω)” (în limbajul comunicațiilor).

Atunci când echilibrul cu materia este stabilit, deși E2(t) are oscilații rapide, ne așteptăm ca media lui pe intervale de timp Δt suficient de lungi ca să conțină un număr mare de oscilații (de exemplu intervalul de timp al unei măsurători) să fie de fapt în foarte bună aproximație independentă de lungimea lor și egală cu media pe întreg intervalul (-T,T)(cf.(2.1)):  

 independent de t (în (-T,T-Δt), pentru orice Δt suficient de mare. Estimând direct (integrând după t) media lui E2(t) pe intervalul Δt și comparând cu o funcție constantă pe (-T,T) și egală cu media lui E2(t), putem scrie:

 Din prima egalitate vedem că principial corelații pe intervale de frecvențe mai mari decât 1/Δt nu putem detecta prin măsurători de intensitate (E2(t)), deoarece C(u) se înmulțește cu un factor care e apreciabil numai în intervalul |uΔt|<1. Când |uΔt|<<1, independența de t și Δt a mediei (a doua egalitate) arată că: 

unde δ(u) este funcția lui Dirac. Este natural să presupunem că (IC1) are loc pentru orice u (nu numai în |uΔt|≤1): acesta este un prim mod (în medie, adică integrat după frecvențe) de a formula ipoteza „luminii naturale”. Folosind forma (1) a lui E(t) această ipoteză e ușor de interpretat:

pentru u≠0, integrala se anulează din cauza totalei neregularități a fazelor φ(ω); când u=0, rezultatul devine infinit când T→∞. Ipoteza de neregularitate privește fazele, dar nu și modulele H(ω).

Ipoteza „luminii naturale” a lui Planck cere ca o egalitate ca (IC1) să fie satisfăcută nu numai în medie, ci de fiecare frecvență în parte. Inversând integralele în expresia de mai sus (2.3) pentru E2(t), putem scrie:

Max Planck argumentează că funcția I(ω,t) poate fi determinată cu ajutorul unui oscilator „analizator” a cărui energie, grație unui coeficient de amortizare judicios ales, poate urmări variațiile ei în timp. Analizatorul este o idealizare teoretică a unui instrument de măsurare a intensității luminii după ce a trecut printr-o prismă sau o rețea de difracție și a fost astfel separată după frecvențe. La fel ca mai sus, o generalizare naturală a independenței practice de timp a intensității mediate Ĩ(ω) arată că: 

 unde Ĩ(ω ,u) este transformarta Fourier a lui Ĩ(ω,t). Dacă E2(t) poate fi socotit egal cu media lui pe intervalul (-T,T) deducem că 

De aici deducem:

 și deci 

 Interpretarea este similară:înmulțind Ĩ(ω,u) cu o funcție netedă oarecare de u, dependența total neregulată a fazelor de frecvență face ca integrala să se anuleze, dacă intervalul de integrare nu conține u=0. La u=0, când T->∞,|E(ω)|2 ->∞ astfel incât efectul este acela al unei funcții δ. Pe de altă parte, |Ē(ω)|2 variază lent cu ω; aceasta permite ca în multe calcule referitoare la oscilatorul cu frecvența proprie ω0 să putem înlocui cu bună aproximație I(ω,t) cu I(ω0,t).

În ecuația (IC2) prezența lui E*(ω) (care nu conține variabila de integrare u) face ca produsul E*E să crească proporțional cu T, când T->∞. Dacă lipsește, variația rapidă a fazei lui E(ω) face ca integrala lui E(ω) cu orice funcție f(ω),lent variabilă de ω, pentru orice interval Δω:

 Subliniem: relațiile (IC1)-(IC3) nu sunt în nici un fel „deduse”, ci sunt numai o expresie posibilă a ideii noastre de incoerență.

### Polarizarea radiației
Oscilatorii liniari pe care îi considerăm nu își modifică poziția și orientarea în spațiu. Deoarece însă nu există nici o direcție preferențială in formularea problemei, e natural să presupunem că axele lor sunt orientate izotrop, astfel incât, la stabilirea echilibrului, radiația este izotropă și complet nepolarizată. Aceasta inseamna ca valoarea medie a lui E2(t) este independentă de direcție. 

### O altă formulare a ipotezei „luminii naturale”
Definiția luminii naturale dată până aici  folosește variația cu timpul a câmpului electric într-un singur punct. În cartea sa (1906) Max Planck dă o definiție diferită, a cărei echivalență cu cea de mai sus e plauzibilă. Cuvântul incoerent este definit acum în felul următor: considerăm o mulțime de oscilatori cu aceiași parametri caracteristici, dar plasați în diferite puncte în spațiu. Fiecărui punct și fiecărei frecvențe ω li se asociază variabilele aleatoare F(ω), G(ω) (sau mărimea complexă E(ω) din relația (E). În analogie cu (IC2), (IC3), acestea sunt constrânse prin:

unde simbolul <> înseamnă media asupra oscilatorilor iar δ(x) este funcția lui Dirac. Această formulare este mai ușor de folosit în calcule, dar apariția funcției δ(x) poate apare nejustificată.

### Densitatea de energie
La echilibru, câmpul electromagnetic este izotrop (vezi Legile lui Kirchhoff (radiație)); valorile medii ale pătratului câmpului electric în direcțiile axelor x,y,z sunt deci aceleași. Mai mult, în vid, ele sunt aceleași cu valorile medii ale pătratelor câmpului magnetic; energia medie pe unitatea de volum este  

 Intensitatea radiației (cantitatea de energie care traverseazâ normal unitatea de suprafață în unitatea de unghi solid în unitatea de timp) este dată de 

Aici T este temperatura absolută - singurul parametru de care densitatea de energie poate depinde - după legile lui Kirchhoff. În ultima egalitate I(ν,T) este „densitatea” intensității față de frecvență: este cantitatea care e folosită în discuția radiației corpului negru.Folosind ω = 2πν, deducem:

 Deoarece radiația este complet nepolarizată, intensitatea I poate fi scrisa ca suma intensităților a două unde electromagnetice - fiecare egală cu I/2 - incoerente una cu alta, cu aceeași direcție de propagare și polarizate de-a lungul a două direcții arbitrare reciproc ortogonale din planul perpendicular pe direcția de propagare.
Densitatea de energie și intensitatea radiației de echilibru sunt cantități măsurabile experimental și sunt bine reproduse de legea lui Stefan (vezi Legile de deplasare ale lui Wien).Putem estima cu ajutorul ei mărimile în joc:  la 1000 K u = 0.00754 erg/cm3 și de aici E = 0.018 u.CGS  (este câmpul dintr-un condensator plan uniform incărcat cu 0.0014 fr/cm2. (1C =3*109 fr)

## Energia medie absorbită de oscilator
Energia oscilatorului este dată de (1.1)

 o parte este pierdută prin radiație; ea mai are o variație cu timpul datorită acțiunii campului electric: din ecuatia (P) a rezonatorului, prin înmulțire cu dx/dt obținem 

 Primul termen este o variație foarte lentă în medie datorită radiației și a fost discutat. Al doilea termen reprezintă energia preluată de la câmpul prescris E(t). Arătăm că, în afară de anumiți termeni care rămân mărginiți, el crește liniar cu timpul.

Soluția generală a ecuației (P) este o superpoziție a soluțiilor ecuației omogene cu o soluție particulară a ecuației. Soluțiile ecuației omogene (libere) pot fi alese convenabil drept:

Această alegere verifică condițiile inițiale: xc(0)=dxs/dt(0)=1, xs(0)=0, xc(0)dxs/dt(0)-xs(0)dxc/dt(0)=1.Este comod să alegem o soluție xi(t) a ecuației inomogene care să asculte de xi(0) = dxi/dt(0) = 0. Aceasta permite să separăm ușor efectul condițiilor inițiale. O astfel de soluție se construiește prin metoda variației constantelor . Pentru referință, o scriem aici:

Energia UA(t) absorbită în intervalul de timp (0,t) de un oscilator a cărui mișcare este descrisă de x(t), este, după ecuația (U) de mai sus:

 unde semnul de complex conjugare este introdus pentru conveniență (xi(t) este real!). Primii doi termeni conțin în mod liniar condițiile inițiale x(0), dx/dt(0).Este natural să presupunem că acestea sunt, în apropiere de echilibru, haotic distribuite și deci efectul lor mediu este 0. Calculul ultimului termen folosește expresia pentru xi(t) dată mai sus și este mai lung; trebuie să folosim expresia (E) a câmpului electric și condiția de incoerență (IC2). Deoarece γ este foarte mic față de ω0, integrandul are maxime foarte pronunțate la ω0 și -ω0 și numai valorile numărătorului împrejurul acestor puncte contribuie la integrale. Este avantajoasă o integrare prin părți: E(t)dxi(t)=d(xi(t)E(t))-xi(t)dE(t); un calcul condus cu acuratețe și folosind integralele date în Apendice arată că contribuțiile termenilor conținând pe sin ω0t și cos ω0t se anulează  Ultimul termen duce la o integrală independentă de timp care (vezi Apendicele) se dovedește a fi: 

## Oscilațiile energiei absorbite
Urmărind cartea lui Max Planck, descriem acum mișcarea oscilatorului în mod mai detaliat pentru intervale de timp mici; arătăm că energia absorbită oscilează considerabil împrejurul valorii ei medii, care crește liniar cu timpul. Aceasta este o digresiune de la obiectul principal al articolului, dar pune în evidență o corespondență clasică a fenomenului de emisie indusă, introdus de Einstein în 1917, după care, sub acțiunea unui câmp electromagnetic, un electron poate atât să absoarbă energie „sărind” pe un nivel mai înalt, cât și să cedeze câmpului energie, „căzând” pe un nivel mai jos.

După ecuația (UA), într-un timp 1/γ oscilatorul trebuie să absoarbă o cantitate de energie în medie egală cu U/e0, deci de ordinul de mărime al energiei la t=0 pentru a compensa energia pierdută prin radiație, atunci când echilibrul este atins.Aceasta arată că procesul de absorbție este în medie extrem de încet, pentru că într-un timp 1/γ au loc ω0/2πγ oscilații (ca.108 pentru lumina roșie); pentru timpuri mai mici decât 1/γ, energia absorbită medie este mică față de energia medie a oscilatorului la t=0. Pe de altă parte, dacă urmărim contribuția soluțiilor xs(t), xc(t) la energia absorbită, putem vedea că aceasta este oscilantă și proporțională cu condițiile inițiale: numai luând o medie asupra acestora, ea se anulează. Mărimea oscilațiilor poate fi apreciată calculând media lui UA2(t) asupra tuturor condițiilor inițiale care duc la o energie inițială dată U. Calculul se face folosind expresiile pentru soluția x(t) din paragraful precedent; condițiile inițiale apar acum explicit. Presupunem că, în medie, <x(0) dx/dt(0)> = 0; atunci: 

Folosind expresia pentru E(t), condiția de incoerență (IC2) și aproximația γ<<ω0, primul termen (≡I1) din suma de mai sus este:

. Al doilea termen se dovedește a fi I1/ω02, astfel încât, pentru timpuri mai mici decât 1/γ, pentru care UA e mai mic decât energia inițială U, 

 În consecință, pentru intervale de timp mici, oscilațiile energiei absorbite sunt mai mari decât creșterea energiei medii. De aceea, într-un limbaj „semicuantic”, probabilitatea ca enrgia să creasca în timpul absorbției este aproximativ aceeași cu aceea ca energia să scadă; acest fapt este exprimat în formularea lui Einstein a echilibrului între materie și radiație: probabilitățile pe unitatea de timp de absorbție a unei cuante este aceeași cu cea a emisiei (coeficientul de emisie indusă) și proporțională cu densitatea de energie in câmp (la frecvența corespunzătoare tranziției).

## Echilibrul oscilatorului
Puterea emisă de oscilator este data de ecuația (H),§1. Folosind ecuația (I) din §3.5 pentru a exprima câmpul electric în funcție de intensitatea I(ν,T) a radiației de echilibru, precum și relația (UA) din §4 putem scrie  balanța energetică a oscilatorului ca:

La echilibru, energia medie a oscilatorului (media este luată asupra condițiilor inițiale posibile) este constantă și obținem relația fundamentală: 

 Folosirea lui I/2 se poate înțelege astfel: radiația incidentă asupra oscilatorului dintr-o direcție oarecare n=(sin θ cosφ, sin θ sin φ, cosθ) poate fi descompusă (vezi §3.4)in două unde de egală intensitate și polarizate, una în planul determinat de direcția de incidență și axa (Oz) a oscilatorului și una perpendicular pe acesta. Numai prima, care are intensitatea I/2, poate modifica energia oscilatorului. Pentru un dipol oscilant, orientat de-a lungul axei Oz a unui sistem de referință, intensitatea radiației emise în direcția n este proporțională cu (sin θ)2 . Folosind identitatea:

rescriem ecuația sub o formă intuitivă :

Dupa aceasta ecuație, din fiecare direcție cade pe oscilator pe unitatea de timp cantitatea de energie I/2 dtdΩ(πe2/mc) și îl părăsește o cantitate de energie πe2/mc (I/2 cos2θ) neabsorbită și (πe2/mc) (ν2/c2)2Usin2θ reemisă. Cantitatea (πe2/mcΔν) are dimensiunile unei suprafețe și reprezintă „secțiunea eficace” a oscilatorului pentru o rază cu lărgimea spectrală Δν nu și care poartă energia dE pe unitatea de suprafață în unitatea de timp: I/2 = dE/(dtdSdν)).

## Creșterea entropiei la restabilirea echilibrului[32]
Fie U0 energia medie (față de condițiile inițiale posibile) a oscilatorului la echilibru, corespunzătoare intensității I0; Ne imaginăm acum o situație apropiată de echilibru, dar diferită de acesta: oscilatorul are energia U0+ΔU și este iradiat cu intensitatea I0: energia lui va scade până la echilibru emițând radiație, conform ecuației de mai sus. Este un proces ireversibil și ne așteptăm ca entropia totală a sistemului oscilator + radiație să crească. În articolul Entropia radiației electromagnetice arătăm că unui fascicol de raze (incoerente) cu intensitatea I și frecvența ν i se poate asocia un curent de entropie L(I) prin relația 

, unde T este temperatura corpului negru care emite radiația cu intensitatea I. Entropia So(U) a oscilatorului - ca eșantion al unui colectiv de N oscilatori independenți - o privim ca necunoscută (și pentru că nu precizăm nici un mecanism care ar putea-o modifica în absența câmpului electromagnetic). Evaluăm acum variația entropiei totale într-un interval de timp dt în care oscilatorul absoarbe radiație cu intensitatea I0(ω0),reemite radiație si entropia sa scade ca urmare a faptului că energia lui U scade. Absorbția radiației cu polarizarea corectă cu frecvența într-un interval dv împrejurul lui ν0 în intervalul de timp dt este însoțită de o scădere a entropiei câmpului egală cu:

cu L definit mai sus. Am folosit aici aceeași suprafață de interacție a oscilatorului cu radiația σ = πe2/mcΔν) ca la sfârșitul paragrafului precedent. O parte din radiația incidentă nu este absorbită iar oscilatorul emite la rândul său radiație, corespunzător energiei sale „deplasate” U: entropia câmpului crește cu:

 Deci, într-un interval de timp dt, ținând seama că energia oscilatorului a variat, entropia totală St se schimbă cu:

Derivata dSo/dU (U=U0+ΔU) poate fi scrisă, pentru ΔU suficient de mic:

 iar :  

unde am folosit faptul ca U0 este energia de echilibru, și am presupus că  radiația externa I(ν) este nepertubată. Pentru integrandul din dSe scriem o dezvoltare în serie analogă, împrejurul lui U0:

 Evaluăm în dSe integrala după dΩ și, folosind (7.2),(7.6) obținem pentru variația totală de entropie în timpul dt:

 unde am folosit :

Această variație poate fi numai pozitivă; cum ΔU are un semn arbitrar, deducem că S(U) nu este independent de L(I), ci:

unde U0 și I sunt legate de relația de echilibru. Deoarece dS/dU = 1/T, această relație expimă egalitatea temperaturilor sistemului de oscilatori și a radiației. Din ea se deduce prin integrare că

Derivând de două ori:

Cu aceasta, obținem a doua relație „fundamentală” a lui Planck:

sau, ținând seama de expresia lui ΔU:

Din (7.12) sau (7.13) (cantitățile dU,ΔU au semne contrare, vezi (7.6)) că entropia „misterioasă” a oscilatorului trebuie să satisfacă:

 dacă cerem ca entropia să crească atunci când echilibrul se restabilește. Max Planck a sperat că cerința de maximum al entropiei la echilibrul între materie și radiație îi va permite să specifice în mai mult detaliu funcția So(U) - și prin ea, funcția L(I) și astfel distribuția după frecvență a energiei în radiația corpului negru. Expresia corectă a lui So(U) a putut fi obținută numai prin comparație directă cu experiența (vezi Formula lui Planck).

## Comentarii
Scopul articolului este să prezinte în oarecare detaliu considerațiile fizice care au pregătit „descoperirea” cuantelor energetice. Este remarcabil rolul pe care l-a jucat aici termodinamica prin conceptul de entropie. Privind lucrurile de aproape, și realizând neclaritatea care domnea atunci (ale cărei urme există și în prezent) în interpretarea statistică a termodinamicii, se poate aprecia atât modul „aventuros” în care fizica înaintează, cât și drumul lung de calcule și aproximații care duce de la ecuațiile lui Maxwell la formule care să poată fi comparate cu experiența. Este credința remarcabilă a lui Planck că „simplitatea naturii” se ascunde în funcția care descrie entropia oscilatorilor (entropia calculată din formula lui Wien l-a întărit in aceasta), cuplată probabil cu neîncrederea în dezvoltările contemporane ale mecanicii statistice (care ofereau o expresie pentru entropia unui sistem de oscilatori clasici în „slabă” interacție unul cu celălalt, fără un mecanism detaliat de interacție), ceea ce a dus la interpretarea lui nemaiintâlnită a curbelor experimentale ale radiației corpului negru. În orice caz, reticența contemporanilor (și a lui proprie) în acceptarea ad litteram a acestei interpretări este de ințeles!
Este o dovadă a consistenței acestei credințe că entropia totală a oscilatorilor și radiației crește la restabilirea echilibrului între ele, numai daca condiția relativ simplă (7.14) este respectată. Această condiție este cunoscută în termodinamică pentru sisteme simple: entropia este o funcție concavă de energie , dar pentru sistemul izolat de oscilatori, nu este ușor de interpretat. Cele două ecuații (1a) și (7.14) din ultimul paragraf sunt acele consecințe ale fizicii clasice în care trebuie avut încredere pentru a face „saltul” către mecanica cuantică!
Faptul că sistemul de oscilatori și radiație închis într-o cavitate reflectătoare evoluează ireversibil către o stare de echilibru nu este evident, deoarece atât ecuațiile lui Maxwell pentru câmpul electromagnetic, cât și cele ale mecanicii clasice admit, pentru fiecare soluție posibila și una a cărei evoluție în timp este exact opusă. Din cauza aceasta, apare întrebarea cum de putem demonstra că entropia crește când se restabilește echilibrul între radiație și materie, atunci când ecuațiile de evoluție 
microscopică nu disting între cele două sensuri de curgere a timpului. Problema era în perioada 1896-1900 foarte discutată, deoarece creșterea naturală de entropie a unui gaz de puncte materiale în procesul de apropiere de echilibru este în contradicție cu reversibilitatea în timp a mecanicii clasice. Aceste dificultăți cu privire la ireversibilitatea procesului de radiație au făcut obiectul unor memorii ale lui L.Boltzmann critice cu privire la formulările lui Planck. Evident, posibilitatea „demonstrației” că, la apropierea de echilibru, entropia crește, este datorită ipotezei suplimentare a luminii naturale, care are analogii cu ipotezele de uniformitate folosite de 
Boltzmann pentru demonstrația lui celebră (teorema H) că entropia este o funcție crescătoare de timp.

Problema interacției oscilatorului armonic incărcat cu câmpul electromagnetic este tratată în manuale, însă în alte contexte. Implicit ea apare în discuția difuziei undelor electromagnetice la trecerea prin medii materiale . Un tratament cuprinzător, cu un interes însă diferit de acela al lucrărilor lui Planck, se gaseste in ultimul capitol al manualului „standard” al lui J.D.Jackson.

## Apendice
Următoarele integrale sunt utile:

Dacă F(ω) este peste tot diferențiabilă, F(-ω)=F*(ω) și astfel ca integrala să fie convergentă: